# 犁倭镇
犁倭镇，是中华人民共和国贵州省貴陽市清镇市下辖的一个乡镇级行政单位。
2013年12月16日，贵州省人民政府批复同意撤销犁倭乡，设置犁倭镇，镇人民政府驻犁倭村。

## 行政区划
犁倭镇下辖以下地区：
犁倭社区、犁倭村、石牛坝村、柿花园村、下寨村、厂坡村、右八村、右拾村、左八村、河溪洞村、细岩村、周家桥村、白郎坝村、打鼓寨村、芒株坝村、大翁林村、香炉屯村、茅草寨村、杨柳井村、小红岩村、彭耳村、小屯村、陀陇村、岩脚村、大坝村、界山村、大寨村和老院子村。